# Hammadidi

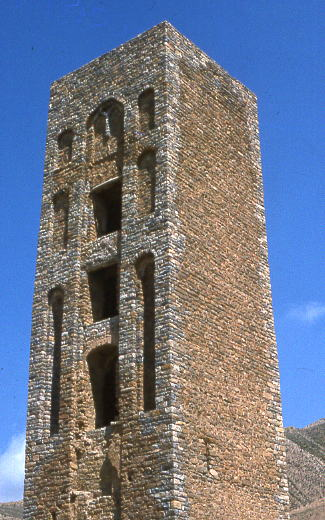
Un minareto nella vecchia capitale della Qal'at dei Banu Hammad.

Gli Hammadidi, un ramo degli Ziridi, furono una dinastia berbera, fondata da Hammad ibn Buluggin, figlio di Buluggin ibn Ziri, che governarono il Maghreb centrale per circa un secolo e mezzo (1008-1152), finché, indeboliti dalle incursioni della tribù araba dei Banu Hilal, furono distrutti dagli Almohadi. Poco dopo essere giunti al potere essi rigettarono la dottrina sciita ismailita dei Fatimidi e ritornarono al sunnismo Malikita, riconoscendo gli Abbasidi come legittimi califfi dell'Islam.
La loro capitale fu in un primo momento la Qal'a dei Banu Hammad, fondata nel 1007 e oggi protetta come patrimonio dell'umanità dall'UNESCO; quando questa venne danneggiata dai Banu Hilal, la capitale fu spostata a Bugia (Bijāya) nel 1090.

## Sovrani Hammadidi
- Hammad ibn Buluggin, 1008-1028
- al-Qa'id ibn Hammad, 1028-1045
- Muhsin ibn Qaid, 1045-1046
- Buluggin ibn Muhammad ibn Hammad, 1046-1062
- al-Nasir ibn al-Nas ibn Hammad, 1062-1088
- al-Mansur ibn Nasir, 1088-1104
- Badis ibn Mansur, 1104
- Abd al-Aziz ibn Mansur, 1104-1121
- Yahya ibn Abd al-Aziz, 1121-1152